# Grande-Rivière-du-Nord
Grande-Rivière-du-Nord (haitianisch-kreolisch: Grann Rivyè dinò) ist eine Gemeinde (commune) in Haïti, gelegen im Département du Nord. Sie ist Kreisstadt des Arrondissement de Grande-Rivière-du-Nord.

## Geografische Lage
Die Gemeinde ist nach dem Fluss Grande Rivière du Nord benannt, der sie durchquert. Der Fluss gibt auch einem Bergmassiv, der Grande Rivière du Nord-Kette, seinen Namen. Der Ort liegt etwa 24 km von Cap-Haïtien, der Metropole des Nordens, entfernt. Das Umland ist bergig.
Grande-Rivière-du-Nord hat eine Fläche von 128 km2. Im Norden grenzt die Gemeinde an die Orte Milot, Quartier-Morin und Limonade, im Osten an Sainte Suzanne und im Westen an Dondon.

## Geschichte
Grand-Rivière-du-Nord wurde im Jahr 1712 gegründet.
Im Jahr 1790, am Beginn der haitianischen Revolution, die 1804 zur Unabhängigkeit von Frankreich führte, war Grand-Rivière-du-Nord das Quartier des Mulatten Vincent Ogé, der von hier aus entscheidend in den Aufstand gegen die weißen Kolonialherren eingriff.
Während der Besatzung Haitis durch die Vereinigten Staaten von 1915 bis 1934 war Grande-Rivière-du-Nord das Zentrum der Widerstandsbewegung unter Führung von Charlemagne Péralte. Péralte wird als haitianischer Nationalheld angesehen.

## Verwaltung
Die Gemeinde ist in 6 sections communales (kommunale Teilbereiche) gegliedert:
- Grand Gilles
- Solon
- Caracol
- Gambade
- Jolitrou
- Cormiers

## Wirtschaft
Die lokale Wirtschaft basiert auf dem Anbau von Kaffee, Kakao und Obst.
Wichtig ist auch der Bergbau: Zink, Blei, Kupfer und Silber werden abgebaut.

## Bildungswesen und Kultur
Die bedeutendste Schule ist das Lycée Jean Jacques Dessalines.
Eine private Initiative zur Förderung von Kultur und Tourismus unterhält eine weiterführende Internetpräsenz.

## Söhne der Gemeinde
- Jean-Baptiste Chavannes[8] (* gegen 1748 in Grande-Rivière-du-Nord, † 23. Februar 1791 in Cap-Francais), kämpfte im amerikanischen Unabhängigkeitskrieg auf Seiten der Dreizehn Kolonien; schloss sich nach Rückkehr nach Haiti Vincent Ogé an.
- Jean-Jacques Dessalines (* 20. September 1758 in Grande-Rivière-du-Nord; † 17. Oktober 1806 in Pont-Rouge)
- Jean-Baptiste Riché (* 1776, 1777 oder 1780 in Grande Rivière du Nord; † 27. Februar 1847 in Port-au-Prince)
- Tirésias Simon-Sam (* 15. Mai 1835 in Grand Rivière du Nord; † 1916)
- Jean Price-Mars (* 14. Oktober 1876 in Grande-Rivière du Nord; † 1. März 1969 in Pétionville)
- Charlemagne Péralte (* 10. Oktober 1885 in Hinche; † 1. November 1919 in Grand-Rivière du Nord)
- Louis Mars (* 1906; † 2000), haitianischer Psychiater, Diplomat und Politiker.
- Henri Namphy (* 2. November 1932 in Grand Rivere du Nord; † 26. Juni 2018 in der Dominikanischen Republik)
- Jules Soliste Milscent[9] (als Jules Solime Milscent * 1778 in Grande-Rivière-du-Nord; † 7, Mai 1842), Schriftsteller, Dichter und Politiker